# Kongregation der Schwestern Mariawitek (Altkatholische Kirche der Mariaviten)

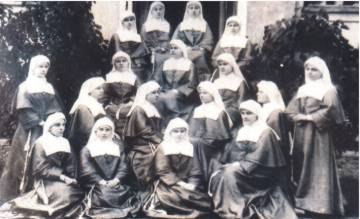
Mariawitki-Schwestern mit Mutter Maria Franciszka (1910)

Die Kongregation der Mariawitki-Schwestern (poln. Zgromadzenie Sióstr Mariawitek Nieustającej Adoracji Ubłagania, auch Mariawitki) ist eine polnische Frauen-Ordensgemeinschaft der Altkatholischen Kirche der Mariaviten, gegründet unter dem Namen Zgromadzenie Sióstr Ubogich św. Klary durch Maria Franciszka Kozłowska im Jahre 1887.
Das Hauptgebäude der Ordensgemeinschaft befindet sich im Kloster Świątynia Miłosierdzia i Miłości (Gotteshaus der Barmherzigkeit und Liebe) in Płock. Seit 2009 gibt es in Polen keine Schwestern der Ordensgemeinschaft mehr. Seit 2011 erweist eine polnische Mariawitki-Ordensschwester ihren Dienst in einer Pariser Mariaviten-Gemeinde. 

## Geschichte
Die Kongregation wurde am 8. September 1887 in Płock gegründet. Während der Jahre 1887 bis 1905 arbeitete die Ordensgemeinschaft als eine römisch-katholische Kongregation unter dem Namen Zgromadzenie Sióstr Ubogich Świętej Matki Klary (Kongregation von Schwestern der Armen der Hl. Mutter Klara). Nach der Exkommunikation des Ordens durch Papst Pius X. lief die Organisation des Ordens weiter als Frauenorden der Katholischen Kirche der Mariaviten während der Jahre 1906 bis 1919 und seit 1919 als Frauenorden der Altkatholischen Kirche der Mariaviten. 
Im Jahr 2009 starb die Ordensschwester Maria Apolinaria Abramowska, welche die letzte des Ordens in Płock war. Während der Jahre 2009 bis 2011 gab es keine Berufungen. 
Im Jahr 2011 gab es eine Wiedergeburt in Frankreich. Am 11. Juni 2011 sprach Jacqueline Poisson ihr Gelübde in einer Pariser Mariaviten-Gemeinde und erweist seitdem dort ihren Dienst als Ordensschwester. 

## Oberinnen des Frauenordens
- 1887–1921 Maria Franciszka Kozłowska
- 1922–1935 Maria Izabela Wiłucka-Kowalska
- 1935–1963 Maria Kamila Siankowska
- 1964–1998 Maria Michaela Lipińska